# Parvoscincus luzonense
Espèce
Synonymes
- Lygosoma luzonense Boulenger, 1894
- Sphenomorphus bakeri Taylor, 1922
- Sphenomorphus luzonensis (Boulenger, 1894)
- Sphenomorphus luzonense (Boulenger, 1894)

Statut de conservation UICN

 NT  : Quasi menacé
Parvoscincus luzonense est une espèce de sauriens de la famille des Scincidae.

## Répartition

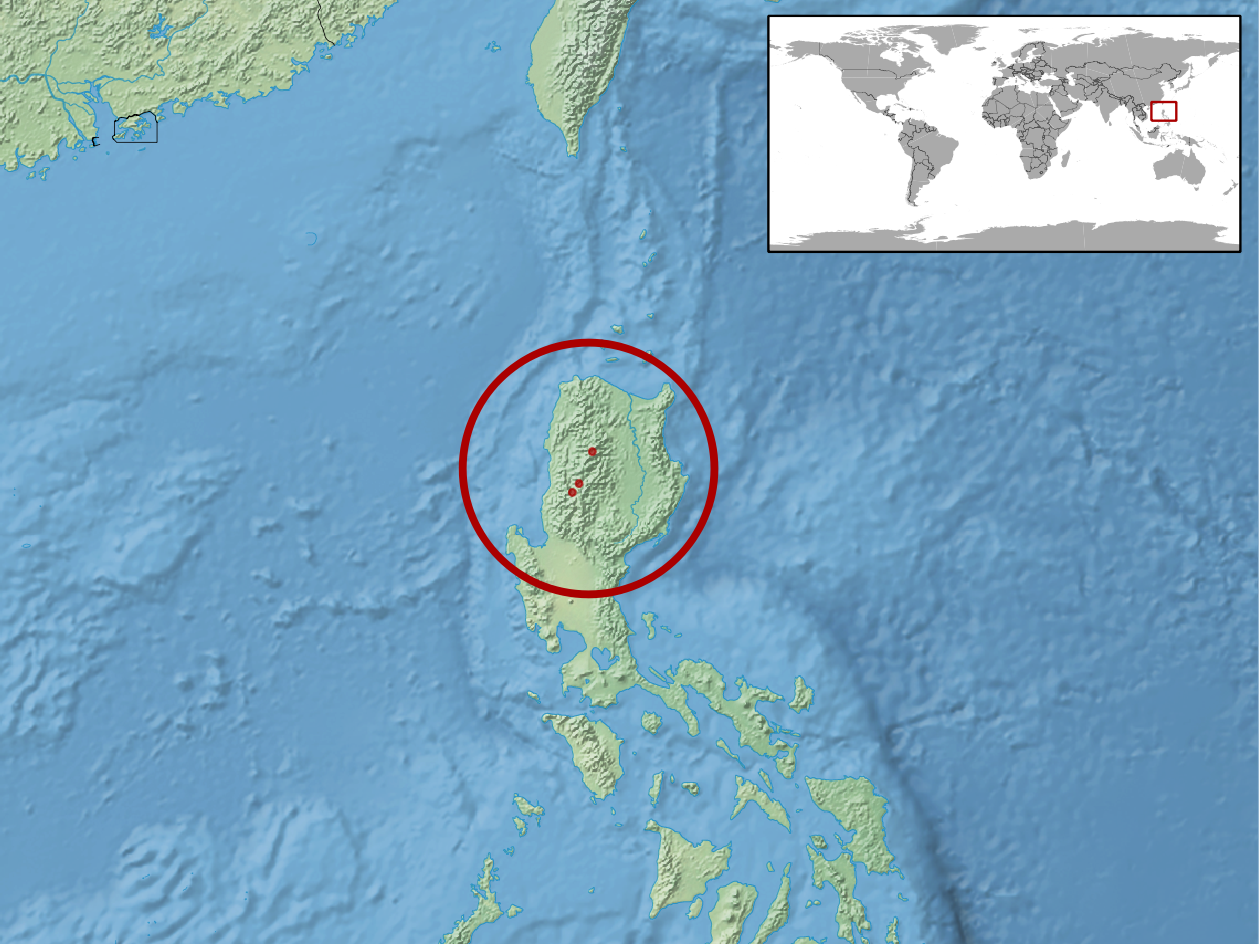
Répartition de l'espèce.

Cette espèce est endémique de l'île de Luçon aux Philippines.

## Étymologie
Son nom d'espèce, composé de luzon et du suffixe latin -ense, « qui vit dans, qui habite », lui a été donné en référence au lieu de sa découverte : l'île de Luçon.

## Publication originale
- Boulenger, 1895 "1894" : Second report on additions to the lizard collection in the Natural History Museum. Proceedings of the Zoological Society of London, vol. 1894, p. 722-736 (texte intégral).